# Dosisanpassung bei Niereninsuffizienz
Dosisanpassung bei Niereninsuffizienz, kurz DANI, bezieht sich auf die Anpassung von Arzneimitteldosierungen bei Patienten mit eingeschränkter Nierenfunktion. Die Grundlage für solche Dosisanpassungen sind klinische Studien und/oder regel-basierte Berechnungen anhand von pharmakokinetischen Parametern. Der Hintergrund ist, dass bei Niereninsuffizienz zahlreiche Arzneistoffe langsamer ausgeschieden werden. Bei normaler (nicht angepasster) Dosierung kann es dann zu einer verstärkten Anreicherung des Arzneimittels im Körper kommen (Akkumulation) und somit können sichere Konzentrationen des Arzneistoffes überschritten werden, was zu erhöhten Nebenwirkungen bis hin zu Organschäden führen kann.
Daher müssen bei Patienten mit Niereninsuffizienz bei bestimmten Arzneimitteln die Arzneistoff-Dosis und/oder die Häufigkeit der Einnahme reduziert werden.

## Theoretischer Hintergrund
Die Pharmakokinetik eines Arzneistoffes beschreibt unter anderem, wie rasch und in welchem Ausmaß nach der Verabreichung eines Arzneistoffes dieser anschließend im Blutplasma und in den verschiedenen Körpergeweben auftritt und wo und in welcher Weise er wieder ausgeschieden (eliminiert) wird. Letzteres kann zum Beispiel über die Leber und die Gallenwege durch den Stuhlgang (hepatisch/fäkal) und/oder die Nieren über den Urin (renal) geschehen. Die Eliminationskapazität der Niere wird hierbei mit dem Parameter renale Clearance quantifiziert.
Bei Patienten mit Niereninsuffizienz kann die Elimination verschiedener Arzneistoffe gestört sein. In welchem Ausmaß, das hängt von der sogenannten individuellen Eliminationskapazität des Patienten ab, welche basierend auf der extrarenalen Dosisfraktion (Qo) geschätzt werden kann.

### Arzneimittel-Clearance und extrarenale Dosisfraktion (Qo)

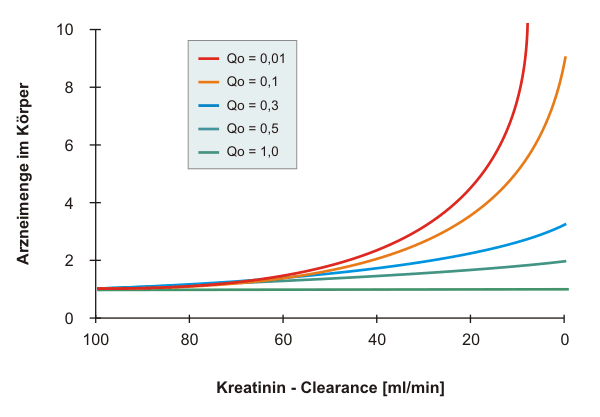
Zusammenhang von Kreatinin-Clearance und Qo-Wert

Die Fähigkeit (Kapazität) des Körpers, einen Arzneistoff in einer bestimmten Zeit auszuscheiden, wird durch die totale Arzneimittel-Clearance quantifiziert – sie entspricht der Summe der nicht-renalen (oftmals größtenteils hepatischen) und renalen Clearance. Letztere hängt von der Gesamtfunktion der Nieren ab, wie man sie zum Beispiel mithilfe der Kreatinin-Clearance messen kann. Verschlechtert sich die Nierenfunktion, so fällt die Elimination des renalen Anteils in der Regel proportional zur Kreatinin-Clearance ab.
Die extrarenale Dosisfraktion (Qo) ist dabei eine Kennzahl für den nicht durch die Nieren ausgeschiedenen Arzneistoffanteil. {\displaystyle 1-Qo} beschreibt also den Anteil der Nieren an der totalen Arzneimittel-Clearance bei einer normalen Nierenfunktion (='renale Eliminationsfraktion'). Der Qo-Wert ist von Substanz zu Substanz unterschiedlich.
Als Daumenregel gilt: je größer der Qo-Wert eines Arzneimittels, desto geringer muss dessen Dosis bei Niereninsuffizienz angepasst werden. Die Haupteinschränkung ist, dass sich der Qo-Wert in aller Regel auf die Muttersubstanz bezieht, so dass der Qo-Wert bei Arzneimitteln mit aktiven Metaboliten (z. B. Glibenclamid, Pethidin) im Hinblick auf eine Dosisanpassung nicht aussagekräftig ist.

### Individuelle Eliminationskapazität (Q)
Bei Patienten mit Niereninsuffizienz kann mithilfe der Dettli-Formel die sogenannte individuelle Eliminationskapazität (Q) berechnet werden. Die Nierenfunktion des Patienten wird dabei durch die geschätzte (engl. estimated) Glomeruläre Filtrationsrate (GFR) beschrieben:
{\displaystyle Q=Qo+{\frac {\text{eGFR}}{100\,\mathrm {ml/min} }}\cdot (1-Qo)}

### Berechnung der DANI
Es gibt verschiedene Möglichkeiten zur Berechnung einer Dosisanpassung.
Unter Kenntnis der individuellen Eliminationskapazität (Q) bezüglich eines bestimmten Arzneistoffes ist die Berechnung einer Dosisanpassung nach den sogenannten Dettli-Regeln möglich. Hierbei gilt bei Niereninsuffizienz (NI) gegenüber einer normalen Nierenfunktion (N):
{\displaystyle {\frac {{\text{Erhaltungsdosis}}_{\mathrm {NI} }}{{\text{Dosierungsintervall}}_{\mathrm {NI} }}}=Q\cdot {\frac {{\text{Erhaltungsdosis}}_{\mathrm {N} }}{{\text{Dosierungsintervall}}_{\mathrm {N} }}}}
- Dettli-Regel 1: Erniedrigung der Erhaltungsdosis des Arzneimittels um den Faktor der individuellen Ausscheidungskapazität (Q)

oder
- Dettli-Regel 2: Verlängerung des Dosierungsintervalls um den Faktor {\displaystyle {\frac {1}{Q}}}

oder
- eine Kombination von Regel 1 und Regel 2

Bei Anwendung dieser Regeln ist bei Patienten mit Niereninsuffizienz eine Exposition mit dem Arzneimittel (AUC, durchschnittliche Konzentration) vergleichbar der bei Nierengesunden zu erwarten.
Bei der Entscheidung, ob eine dieser Regeln (und wenn ja welche) für ein Arzneimittel angemessen ist, sollte die Pharmakodynamik dieses Arzneimittels berücksichtigt werden. Beide Regeln führen zu einer AUC wie bei Nierengesunden. Bei Anwendung von Dettli-Regel 1 sind jedoch niedrigere Spitzenspiegel und höhere Talspiegel zu erwarten. Bei Anwendung von Dettli-Regel 2 sind übliche Spitzen- und Talspiegel zu erwarten, allerdings in (oftmals deutlich) größeren Abständen.
Wenn eine vergleichbare Exposition mit dem Arzneimittel (AUC, durchschnittliche Konzentration) als nicht sinnvoll erscheint, sollten andere Regeln zur Dosisanpassung erwogen werden. Dies könnte zum Beispiel dann der Fall sein, wenn für einen therapeutischen Effekt häufige Spitzenspiegel in normaler Höhe notwendig sind und durch eine erhöhte AUC keine klinisch relevanten Nebenwirkungen erwartet werden.